# Bryan Limbombe
Bryan Michael Limbombe Ekango (Malines, 14 maggio 2001) è un calciatore belga, attaccante dell'Heracles Almelo.

## Biografia
Nato in Belgio, ha origini congolesi. Anche i suoi fratelli Anthony, Stallone e Maxime sono calciatori.

## Carriera

### Club
Il 26 agosto 2017, all'età di sedici anni, firma il suo primo contratto professionistico con il Genk, dopo aver giocato nelle giovanili dello Zulte Waregem.
Il 19 gennaio 2020 ha fatto il suo debutto fra i professionisti, nell'incontro di campionato contro la sua ex squadra dello Zulte Waregem, sostituendo Jere Uronen nel corso della partita. Due giorni dopo, il Genk ha annunciato di aver esteso il contratto di Limbombe fino al giugno del 2024.
Il 24 agosto 2021 ha firmato un contratto biennale con il Roda JC in Eerste Divisie. Il 10 settembre ha fatto il suo esordio in Eerste Divisie nel pareggio per 0-0 contro il NAC Breda. Il 17 settembre ha segnato i suoi primi gol con il club, segnando una doppietta nella vittoria per 2-0 contro il TOP Oss. Nella prima stagione totalizza 36 presenze e 7 gol tra campionato e coppa, uscendo sconfitto nella sfida promozione contro l'Excelsior.
Il 29 giugno 2023 ha firmato un contratto di quattro anni con l'Heracles Almelo, neopromosso in Eredivisie. Ha scelto di indossare la maglia numero 7.

### Nazionale
Ha giocato nelle nazionali giovanili belghe Under-18 ed Under-19.

## Statistiche

### Presenze e reti nei club
Statistiche aggiornate al 19 settembre 2023.
| Stagione        | Squadra         | Campionato      | Campionato | Campionato | Coppe nazionali | Coppe nazionali | Coppe nazionali | Coppe continentali | Coppe continentali | Coppe continentali | Altre coppe | Altre coppe | Altre coppe | Totale | Totale | Totale |
| Stagione        | Squadra         | Comp            | Pres       | Reti       | Comp            | Pres            | Reti            | Comp               | Pres               | Reti               | Comp        | Pres        | Reti        | Pres   | Reti   |        |
| --------------- | --------------- | --------------- | ---------- | ---------- | --------------- | --------------- | --------------- | ------------------ | ------------------ | ------------------ | ----------- | ----------- | ----------- | ------ | ------ | ------ |
| 2019-2020       | Genk            | 1D              | 5          | 0          | CB              | 0               | 0               |                    | -                  | -                  |             | -           | -           | 5      | 0      |        |
| 2020-2021       | Genk            | 1D              | 4          | 0          | CB              | 0               | 0               |                    | -                  | -                  |             | -           | -           | 14     | 0      |        |
| 2021-2022       | Roda JC         | 1D              | 33+2       | 7+0        | CO              | 1               | 0               |                    | -                  | -                  |             | -           | -           | 36     | 7      |        |
| 2022-2023       | Roda JC         | 1D              | 35         | 7          | CO              | 1               | 0               |                    | -                  | -                  |             | -           | -           | 36     | 7      |        |
| 2023-2024       | Heracles Almelo | ED              | 4          | 1          | CO              | 0               | 0               |                    | -                  | -                  |             | -           | -           | 4      | 1      |        |
| Totale carriera | Totale carriera | Totale carriera | 83         | 15         |                 | 2               | 0               |                    | -                  | -                  |             | -           | -           | 85     | 15     |        |